# Extinció de les botigues
L'extinció de les botigues és un fenomen de canvi d'estructura que s'observa al món occidental. Primer va tocar el sector dels detallistes als carrers centrals dels pobles i ciutats. Des d'un temps toca també centres comercials que abans eren vists com la causa major de la mort de les botigues tradicionals. La baixada de persianes definitiva és contagiosa: quan més botigues tanquen, més baixa l'atractivitat de carrers sencers. Antics carrers majors que fins als anys 1990 eren llocs vius de trobada, amb persianes abaixades plenes de grafitis i pisos inocupats –o okupats– canvien molts nuclis històrics en barris mig morts després d'anys d'agonia. Es crea un cercle viciós de desinversió. La pandèmia de la covid va accelerar el procés i no és gaire segur que botigues que van tancar tornin a obrir.
El món polític, els propietaris d'immobles i les organitzacions econòmiques són davant un repte per ressuscitar-les. El 2018, Catalunya comptava amb 30.000 locals comercials buits.

## Evolució
Aquest canvi estructural va passar en dues onades. La primera onada va començar als anys 80 del segle xx, quan les «botigues de tota la vida» van començar a tancar. La segona va començar a principi del segle xxi per la banalització del comerç uniforme i l'explosió de la venda en línia.

### L'extinció de les «botigues de tota la vida»
El carrer major d'un llibre d'infant amb totes les botigues una al costat de l'altra: fleca, carnisseria, ferreteria, llibreria, botiga de roba, fotògraf… ja no existeix fora dels llibres. Aquests comerços van notar la concurrència dels supermercats fora dels centres històrics. El cotxe va reduir les distàncies. Quan els clients ja no havien d'anar a comprar a peu, la proximitat ja no era una necessitat. Després van arribar els megacentres comercials, amb molta més varietat que no pas es podia trobar al poble. El botiguer independent va ser reemplaçat pels concessionaris de cadenes de botigues, tot i que alguns van poder sobreviure com a membre d'una cooperativa de compres. El comerç que era rendible a la casa familiar on se succeïen les generacions sense maldecaps hipotecaris, ja no hi era quan calia pagar un lloguer en un carrer de primera classe.
També, la liberalització a la Unió Europea per la directiva Bolkestein va limitar les possibilitats dels ajuntaments a modular amb llicències el comerç local a l'hora d'obrir camí a les grans cadenes i una pujada dels lloguers. Malgrat llur valor social, botiguers independents del «petit comerç» no tenen cap estatut particular i no tenen prou protecció legal davant de les cadenes. Una liberalització total dels horaris, per exemple, és fàcil i rendible per una gran superfície de distribució, que pot modular l'equip segons l'afluència. En canvi, per a una botiga familiar independent és quasi impossible, si vol encara una vida familiar o social sostenible.

### La uniformització i el comerç en línia
La segona agonia va començar a principi del segle xxi. Va ser un joc d'uns quants factors. Primer hi ha hagut la uniformització del comerç. Si tots els centres i carrers comercials tenen les mateixes marques de roba i cadenes de menjar ràpid intercanviables, la motivació per anar cap als hipercentres de les grans ciutats es fon com la neu al sol. Si no hi ha aquesta botiga particular o aquest bar típic, per què cercar més lluny en un centre de ciutat superpoblat de turistes d'un dia que no tenen cap altre encant o particularitat. Les megacadenes internacionals, amb vitrines vulgars i predictibles, tot iguals arreu, no tenen res d’original. «La globalització […] s'esmerça per planxar els trets propis de cada cultura i soterrar-nos davall d’una patena descolorida.» Cal afegir-hi l'estrès del trajecte per avingudes embussades i els pàrquings cars i no gaire acollidors, anar de compres ha perdut la qualitat d'excursió amb auto que tenia als anys seixanta. La pandèmia i el confinament van reforçar aquest factor.
El comerç per internet va ser el segon factor que va tocar el comerç presencial. Un estudi als Estats Units del 2020 preveu que un quart dels centres comercials tancaran en els pròxims cinc anys. Com passa sovint, Europa seguirà la tendència, tot i que amb matisos. A Alemanya l'ocàs ha començat, mentrestant a Espanya el 2018 encara se n'obrien i planificaven de nous. Tots cerquen com atreure els clients, que ja no faran el trajecte si és per trobar la mateixa mercaderia que poden trobar a proximitat o a l'internet. El pàrquing, sovint en edificis brutalistes en llocs de primera línia i considerat indispensable corol·lari del comerç, també comença a perdre estatus en les metròpolis amb bona xarxa de transport comunitari. La situació és diferent en localitats mitjanes i petites, on sense cotxe no es pot comprar res quan la darrera fleca tanca les portes.
En comparar un centenar de fotografies de botigues fetes a Palma als anys 1980 amb la situació del 2007, el fotògraf Jaume Giral va constatar que només en quedaven una quinzena, totes modernitzades i adaptades a un turisme unificat.

## Solucions
Tothom cerca solucions. La situació és ben diferent del poble on la darrera flequera en jubilar-se no troba successora. Els ajuntaments cerquen solucions creatives com lloguers zero, botigues comunitàries obertes per voluntaris, botigues amb rodes que fan tres pobles, etc. Pobles mitjans desenvolupen aplicacions per facilitar contactes entre propietaris d'espais buits i candidats, creen una vila del llibre… i esperen aprofitar del concepte de «quilòmetre zero» que no sembla una tendència efímera. En canvi, els megacentres de Barcelona es volen «reinventar» amb innovació, entreteniment, cobranding o «millorant l’experiència sensorial». Altres compten amb la llei del mercat, esperen que els espais buits faran baixar els lloguers i automàticament atrauran llogaters nous. El 2018, Catalunya comptava amb 30.000 locals comercials buits i ningú troba la fórmula màgica per capgirar el problema. La Generalitat de Catalunya va llançar el programa «Aixequem les persianes» des de 2012 i la ciutat de València té el programa «Amunt Persianes». Per acabar-ho d'adobar, certs canvis legislatius, com la Llei d'Arrendaments Urbans (LAU), més aviat posen en perill establiments emblemàtics centenaris.